# Вольтке, Григорий Самойлович
Григорий Самойлович (Самуилович) Вольтке (псевдонимы — Л. Владимиров, Г. Самойлович, 3 мая 1864, Одесса — не ранее 1915) — российский юрист и публицист.

## Биография
Родился в Одессе 3 мая 1864 года в семье одесского мещанина Самуила Израилевича Вольтке (1834 — 27 октября 1903).
Окончил Ришельевскую гимназию и естественнонаучное отделение физико-математического факультета Новороссийского университета, затем — юридический факультет Санкт-Петербургского университета.
Присяжный поверенный Санкт-Петербургской судебной палаты.
Начал печататься в 1887 году в «Новостях». Печатался в «Одесском листке», «Русской школе», «Ниве», «Новостях», «Восходе», «Будущности», «Северном вестнике», «Севере», «Вестнике права» и других.
Совместно с С. И. Рапопортом написал книгу «Русские люди об евреях» (СПб., 1891). По постановлению Комитета министров тираж книги был сожжен, как «несоответствующий его (правительства) видам».